# يوستوس هاغمان
كارل يوستوس هاغمان (14 فبراير 1859 - 28 فبراير 1936) ممثل سويدي، ظهر لأول مرة في فيلم عام 1913 في فيلم المعجزة. ظهر لاحقا أداء في ثلاثين فيلمًا حتى عام 1935. بين عامي 1882 و 1885 كان هاغمان موظفًا في المسرح السويدي في هلسنكي، كما عمل في مسرح فاسا ومسرح سودرا.

## روابط خارجية
- يوستوس هاغمان في قاعدة بيانات الأفلام على الإنترنت